# ژیرایر آودیسیان (کارگردان)
ژیرایر گریگوری آودیسیان (ارمنی: Ժիրայր Գրիգորի Ավետիսյան؛  ۲۲ اکتبر ۱۹۲۷ – ۸ اکتبر ۲۰۱۱) یک کارگردان فیلم اهل ارمنستان بود. وی بین سال‌های ۱۹۵۸ تا ۱۹۸۴ میلادی فعالیت می‌کرد.

## زندگی‌نامه
وی در ۲۲ اکتبر ۱۹۲۷ در واغارشاپات به دنیا آمد و در ۸ اکتبر ۲۰۱۱ در سن ۸۳ سالگی در ایروان درگذشت.

## فیلم‌شناسی
- آرشاک (۱۹۷۳)
- دزوری میرو (۱۹۷۹)